# MDPBP
3 ', 4'-metilendioxi-α-pirrolidinobutirofenona ( MDPBP) es un estimulante de clase catinona desarrollada en la década de 1960, que se ha reportado como un nuevo fármaco de diseño. El MDPBP se vende a veces con el nombre "NRG-1" como una mezcla con otros derivados de catinona, que incluyen flefedrona, pentylone, MαPPP y su homólogo superior MDPV. Al igual que con otras catinonas, se ha demostrado que MDPBP tiene efectos de refuerzo en ratas.
Se cree que las principales etapas metabólicas son la desmetilación seguida de la metilación de un grupo hidroxi, la hidroxilación aromática y de cadena lateral, la oxidación del anillo de pirrolidina a la lactama correspondiente y la apertura del anillo al ácido carboxílico correspondiente. CYP2C19 y CYP2D6 se han identificado como las isoenzimas responsables principalmente de la desmetilación.

## Estatus legal
A octubre de 2015 el MDPBP es una sustancia controlada en Polonia y China.